# Taux d'alphabétisation
Le taux d'alphabétisation est un taux qui prend en compte le nombre de personnes qui savent lire et écrire sur la population totale et de 100 ; très lié chez les jeunes au Taux de scolarisation, c'est l'un des indicateurs-clé du développement socio-économique d'un pays et de l'évaluation des politiques publiques. Il est en hausse régulière, mais avec des variations considérables d’un pays à l’autre, des liens avec la santé et les « emplois vulnérables »et avec des inégalités de genre, au détriment des femmes et des populations rurales et/ou pauvres, mais avec un ratio qui progresse peu à peu vers l'équilibre.
L'ONU le calcule sur la base des données disponibles, pour les adultes et adolescents âgés de plus de 15 ans. Ces données sont collectées par l'ISU (Institut de statistique de l'UNESCO) en combinant les estimations nationales directes et les estimations de l'ISU), à partir des estimations faites par les pays.

## Dans le monde
Selon l'Institut de statistique de l'UNESCO : 
- Plus de 86 % de la population mondiale savent lire et écrire, contre 68 % en 1979. Pourtant au moins 763 millions d’adultes, dont les deux tiers sont des femmes ne savent toujours ni lire et écrire ; et 250 millions d’enfants n'ont pas les compétences de base en littératie[5].
- Vers 2020, environ 20 pays ont un taux d’alphabétisation encore inférieur à 50 % chez les adultes[5].

## Dans l'Histoire
Pour les périodes passées, les historiens peuvent être conduits à tenter de reconstituer, rétrospectivement (par exemple, de manière imprécise, à partir de l'aptitude à bien signer son nom des actes de mariage retrouvés dans les archives, ou à partir de fiches de familles (méthode incitant à un biais de genre mis en avant par Micheline Dumont en 1990, etc., ou mieux encore, à partir des résultats d'instruction ou de test pour les conscrits ou d'autres statistiques militaires) les taux d'alphabétisation du passé pour évaluer le degré de d'instruction des populations, par exemple pour les populations rurales du nord de la France du milieu XVIIIe-début XIXe siècle, du Quercy et du Rouergue d'autrefois, ou chez les femmes du sud de la France au France au moment de la Révolution française.

Selon Alain Derville, au XVe siècle « les paysans de l'Artois et de la Flandre Wallonne étaient assez largement alphabétisés, ce qui suppose peut-être une école par village, comme en 1569. Dans les villes, il y avait beaucoup d'écoles
élémentaires, dès 1200. Au XVe siècle, les grandes villes (10 à 15 000 habitants) possédaient de 20 à 25 écoles, de quoi sans doute alphabétiser tous les garçons et 25% des filles. Les quittances de cette époque montrent que savaient signer, et écrire, pratiquement tous les marchands et tous les artisans, et même un bon nombre des travailleurs manuels (...) On conserve, pour les années 1468-1470, 386 quittances des rentes viagères sur la ville de Saint-Omer (...) l'usage d'un sceau ne signifie  pas analphabétisme et que, chez les rentiers, le taux d'alphabétisation devait atteindre 83,59% (77,77% pour les femmes) ».
Aujourd'hui, correctement mesurer, suivre et anticiper les taux de scolarisation et d’alphabétisation implique pour chaque pays d'avoir une connaissance fine des populations de référence (obtenus à partir des recensements et impliquant de recourir aux projections démographiques) ; pour M. Pilon (2002) : « Pour les démographes, la scolarisation ne constitue pas un domaine d'étude en soi. Les informations relatives à l'éducation (alphabétisation et scolarisation) sont avant tout recueillies 
pour être utilisées comme variables explicatives des différences de comportement individuel en matière de fécondité, de santé, de migration, etc. », ce qui a un coût significatif pour les pays pauvres.

## Limites
Les taux d'alphabétisation doivent être considérés avec une certaine précaution, comme le reconnaît lui-même le PNUD (ex PNUD 2002, page 143, encadré 2). Par exemple, les pays d’Afrique subsaharienne comptent parmi ceux qui ont un taux d’analphabétisme élevé chez les adultes, incompatible avec les objectifs de développement humain de l'ONU. Mais il a été montré que quand ces taux sont estimés d'après des enquêtes faites auprès des ménages, il est de 49,5 %. Ceci est une valeur plus élevée (en moyenne de 12 points de pourcentage) que celle résultant des méthodes conventionnelles mises en œuvre par l'Institut de statistique de l'Unesco (ISU).
Les définitions et les méthodes d'enquête et de collecte des données sur la scolarisation et l'alphabétisation varient selon les époques, les régions et les pays. Il semble que les enseignants, les services d'éducation et les états tendent naturellement à sous-estimer l'analphabétisme, voire à surestimer leur taux de scolarisation (cf. populations réfugiées, étrangers résidents en situation irrégulière, résidents sans domicile fixe, population isolées ou difficiles d'accès, etc.). Le taux d'alphabétisation est un meilleur prédicteur quand il est mesuré chez les plus de 15 ans, et a minima après la sixième année du primaire (niveau minimum selon l’UNESCO pour qu’une personne reste durablement alphabétisée).
Quelques pays riches de l'OCDE considèrent que la scolarisation universelle dans le primaire est acquise dans le pays, et donc ne collectent plus nationalement de données statistiques sur l'alphabétisation. L'ONU pour le calcul de l'IDH considère alors que leur taux d'alphabétisation est de 99 %.
Certains pays ne font pas d'enquêtes réelles, mais des estimations sur la base de déclarations personnelles. Les mêmes ou d'autres produisent aussi des approximations imparfaites à partir du degré de scolarisation, de la fréquentation scolaire ou du degré estimé de scolarisation.
Dans l'interprétation de ces taux, il faut tenir compte :
- des guerres et de la pandémie de COVID-19 (la perturbation de l’éducation la plus grave depuis un siècle selon l'ONU : 617 millions d’enfants et d’adolescents n’ont pour cette raison pas atteint les niveaux minimaux de lecture) ;
- de risques de biais d'interprétation : par exemple Alain Mingat & al. en 2013, notent qu'en Afrique subsaharienne, si le taux d’adultes analphabètes recule depuis quelques années, il faut tenir compte du fait que le nombre d'individus analphabètes, lui, « continue en réalité à augmenter du fait de la croissance démographique. Il ressort également des analyses menées à partir des enquêtes de ménages que la fréquence de l’analphabétisme est très variable entre les pays, mais également à l’intérieur des pays en fonction des caractéristiques des individus, notamment selon le nombre d’années d’études qu’ils ont suivies durant leur jeunesse »[16].

## Perspective
L'ISU continue à affiner sa méthodologie d'évaluation de l'alphabétisation, avec son  Programme d'évaluation et de suivi de l'alphabétisation (PESA en Français, LAMP en anglais) qui vise à suivre un panel cohérent de compétences relatives à l'alphabétisation.